# 済松寺
済松寺（さいしょうじ）は、東京都新宿区榎町にある臨済宗妙心寺派の寺院。山号は蔭凉山。三代将軍・徳川家光に仕えた祖心尼の寺として知られる。

## 歴史
同寺は、徳川家光に仕えていた祖心尼のために、家光自らが牛込の大橋龍慶屋敷跡に土地を与え、寺を築いたのが始まりである。創建は1646年であった。家光はこの寺を、臨済宗の宗祖である臨済禅師の済と松平家の松の字をとって済松寺と名づけた。家光も、自身が死んでも心は済松寺にあると言ったほど、篤く信仰した。済松寺は七堂伽藍を備え、牛込でも大寺院であったという。その後、宝暦年間の火災や明治維新の廃仏毀釈運動、第二次世界大戦による空襲などで幾度となく焼失したが、その都度復興され、現在に至っている。

## 施設・史跡
- 本堂
- 祖心尼の墓
- 大伍堂（坐禅堂）
- 観音堂
- 禅の庭 - かつて名園とうたわれた済松寺の庭園「普光園」（明治維新の時に廃園になり、現在は駐車場）を記念した石碑がある。
- 鳳凰池
- 茶室

境内は一般公開していないため、拝観の際は要予約。

## アクセス
- 〒162-0806 東京都新宿区榎町77
- 地下鉄東西線・神楽坂駅2番出口より徒歩約8分（経路案内）。または江戸川橋駅・牛込柳町駅などよりバス(都バス　白61系統)「牛込保健センター前」下車徒歩3分。
- 一般公開はしていない。拝観の際は予約が必要。